# Hydroeciodes alala
Hydroeciodes alala är en fjärilsart som beskrevs av Druce 1890. Hydroeciodes alala ingår i släktet Hydroeciodes och familjen nattflyn. Inga underarter finns listade i Catalogue of Life.